# Midvinterduell
Midvinterduell är en tv-film från 1983 i regi av Lars Molin. I rollerna ses bland andra Ingvar Hirdwall, Mona Malm och Tommy Johnson.

## Handling
Filmen skildrar en envis lantbrukare som vägrar anpassa sig till nya regler som kräver att han ska lämna sin mjölk på byns gemensamma mjölkpall i stället för sin egen. Mjölkbilsföraren står på hans sida och hämtar den mjölk han fortsätter att ställa ut på sin mjölkpall.
Områdets vägförvaltning gör dock allt för att tvinga honom till underkastelse, och låter plogbilen förstöra mjölkpallen upprepade gånger. Duellen stegras alltmer, tills lantbrukaren en natt bygger upp sin mjölkpall än en gång, men denna gång med en kärna av armerad betong. När plogbilen nästa dag kommer för att åter förvandla mjölkpallen till kaffeved får föraren sitt livs överraskning.

## Rollista (urval)
| Ingvar Hirdwall      | – Egon          |
| Mona Malm            | – Lina          |
| Tommy Johnson        | – vägmästaren   |
| Andreas Höghede      | – Olle          |
| Torsten Wahlund      | – Bengtsson     |
| Hans Harnesk         | – Berg          |
| Li Brådhe            | – Solveig       |
| Hans Ernback         | – Pontus        |
| Tord Peterson        | – polismästaren |
| Kåre Santesson       | – Petter        |
| Michael Kallaanvaara | – Larsson       |
| Anders Nyström       | – direktören    |
| Lasse Pettersson     | – järnhandlaren |
| Göthe Grefbo         | – sågaren       |
| Leif Liljeroth       | – läraren       |
| Lars Dejert          | – mjölklastaren |